# Subscapularis
Subscapularis er en stor triangulær muskel der fylder den subscapulære fossa og hæfter ind i humerus' tuberculum minus humeri og forsiden af kapslen på skulderleddet.
| Anatomi | Spire Denne artikel om anatomi er en spire som bør udbygges. Du er velkommen til at hjælpe Wikipedia ved at udvide den. |